# Пасхальное яйцо (виртуальное)
«Пасхальное яйцо» (от англ. Easter Egg, также разг. «пасхалка») — секрет в компьютерной игре, фильме или программном обеспечении, заложенный создателями. Отличие пасхального яйца в игре от обычного игрового секрета состоит в том, что его содержание, как правило, не вписывается в общую концепцию, выглядит в контексте неправдоподобно, нелепо, и зачастую является внешней ссылкой. Пасхальные яйца играют роль своеобразных шуток для внимательных игроков или зрителей, но могут применяться в целях защиты авторских прав.
Чаще всего для получения пасхального яйца следует произвести сложную или нестандартную совокупность действий, что делает маловероятным случайное обнаружение. Название происходит от популярного в США и бывших Британских колониях семейного мероприятия «охота за яйцами» (англ. egg hunt), устраиваемого накануне Пасхи, в котором участники должны с помощью подсказок найти как можно больше спрятанных по местности яиц.

## История
Согласно Уоррену Робинету, первое «пасхальное яйцо» было спрятано в компьютерной игре Adventure. Игра выпускалась в 1979 году компанией Atari, и, поскольку в то время в Atari не было принято указывать в программах имена авторов, программист Уоррен Робинетт решил упоминание о себе спрятать внутри игры. Чтобы попасть в комнату с именем разработчика, следовало отыскать невидимую точку в одной из частей лабиринта и перенести её в другой конец уровня. Так как многие из разработчиков Amiga ранее работали в компании Atari, это явление проявилось в AmigaOS, а затем и в других операционных системах. Однако существуют более ранние игры, содержащие пасхальные яйца, например Video Wizball 1978 года для Fairchild Channel F. В этой игре, являвшейся усовершенствованной версией Pong, игрок выполнив определённые условия, сможет получить имя разработчика игры: «REID-SELTH».

## В программном обеспечении
Позже «пасхальные яйца» распространились не только среди игр, но и в другом программном обеспечении, будь то встраиваемые системы, прошивка сотового телефона или DVD с фильмами.
Секреты можно найти в программных продуктах от компаний Adobe, Microsoft, Corel, ABBYY, в WinRAR, Winamp, uTorrent и многих других.
В Android, начиная в версии 2.3, если нажать на номер версии ОС несколько раз, откроется спрятанная игра (даже в новых версиях системы).

## В аппаратуре
Иногда «пасхальные яйца» встречаются и в аппаратуре. Например, на интерфейсной печатной плате принтера Hewlett-Packard LaserJet 1100 наряду с обозначениями элементов можно прочесть: «This product is dedicated in memory of our good friend Ming-Zen Kuo» («Этот продукт посвящён памяти нашего хорошего друга Мин Цзэнь Ко»).
На плате IP-телефонии Tormenta 2 под самой большой микросхемой ПЛИС имеется надпись «Why are you looking under this chip?» («Зачем ты заглядываешь под эту микросхему?»), увидеть которую можно, лишь выпаяв микросхему.
Кристалл микропроцессора CVAX, применявшегося в MicroVAX 3000 и 6200, содержит фразу «СВАКС… Когда вы забатите довольно воровать настоящий лучший», являющейся грубым переводом на русский язык фразы «CVAX — when you care enough to steal the very best» («CVAX — когда вы заботитесь о том, чтобы украсть самое лучшее»). Эта фраза созвучна со слоганом известного поставщика поздравительных открыток фирмы Hallmark Cards: «When You Care Enough to Send the Very Best» («Когда вы заботитесь о том, чтобы послать самое лучшее»). Без вскрытия оболочки процессора и применения микроскопа эту надпись увидеть нельзя. Это послание предназначалось для советских инженеров, которые, предположительно, могли подвергнуть процессор технологии реверс-инжиниринга.
В приборную панель автомобиля ГАЗель-Next встроена игра «Тетрис».

## В литературе
- «Первому игроку приготовиться» — научно-фантастический роман, в котором используется идея пасхального яйца как часть сюжета.

### В комиксах
Известно, что американские художники комиксов включают в свои произведения скрытые сообщения:
- В 2000 году Аль Милгром вставил в Universe X: Spidey #1 сообщение, в котором оскорбил своего бывшего босса, главного редактора Marvel Боба Харраса, после его увольнения. На странице 3, панель 3, на корешке книги, стоявшей на заднем плане на книжной полке, была надпись: «HARRAS HA HA, HE'S GONE, GOOD RIDDANCE TO BAD RUBBISH HE WAS A NASTY S.O.B.» (с англ. — «ХАРРАС, ХА-ХА, ОН УШЁЛ, СКАТЕРТЬЮ ДОРОЖКА, МЕРЗКИЙ Г…НЮК»). Сообщение было замечено после того, как книга была напечатана, но до того, как она поступила в продажу, копии, которые были напечатаны для потребителей, были уничтожены. Тем не менее, 4000 предварительных экземпляров были распространены среди розничных продавцов в рамках сделки «First Look», и сегодня они считаются предметами коллекционирования. Мильгром был уволен и якобы (втихую) повторно принят на работу несколько недель спустя[12][13][14].
- Этан Ван Скивер скрывал слово «секс» почти на каждой странице «Новых Людей Икс № 118» (ноябрь 2001 года)[12][15]. Ван Скивер впоследствии заявил, что он скрывал это слово по всей книге, потому что в то время он был раздражён Marvel по причинам, которые он не может вспомнить, и хотел подшутить над компанией, посчитав это забавной идеей.